# Cladosporium tenuissimum
Cladosporium tenuissimum är en svampart som beskrevs av Cooke 1878. Cladosporium tenuissimum ingår i släktet Cladosporium och familjen Davidiellaceae.   Inga underarter finns listade i Catalogue of Life.